# ボビー・ケント殺害事件
ボビー・ケント殺害事件（ボビー・ケントさつがいじけん）は、1993年7月14日にアメリカ合衆国のフロリダ州ブロワード郡ウェストンで起きた殺人事件である。
被害者となったボビー・ケント（Bobby Kent、1973年5月12日 - 1993年7月14日）が、彼から日常的に暴言や暴力を受けていたマーティン・ジョセフ・”マーティ・プッチョ”・ジュニア（Martin Joseph "Marty" Puccio, Jr、1973年3月21日 - ）を含むグループによって暴行を受け殺害された。

## ボビーとマーティ
被害者ボビー・ケントは、1973年5月12日にイラン系移民である父フレッド・ケントと母ファラ・ケント（旧姓カラム）の間に二人姉弟の長男として生まれた。父フレッドはアメリカで株式の仲買人を目指し、異国の地での厳しい訓練と資格取得を経て成功した人物であった。母ファラは看護師であった。ボビーは元気がよく活発な少年で小学校5年生の時には模擬選挙でクラスの「王様」に選ばれるなど周囲から一目置かれる子供時代を過ごした。ボビーはフロリダ州の地元ハリウッドにあるサウス・ブロワード高校に通い、周囲からは優秀で社交的な生徒として知られていた。
一方加害者の一人であるマーティ・プッチョは、1973年3月21日にマイアミにある映画製作会社の古参セールスマンであるイタリア系アメリカ人の父マーティン・シニアとパートタイマーとして病院の受付で勤務する母ヴェロニカの間に三人兄弟の次男として生まれた。一家は敬虔なカトリック教徒であり教会と日曜学校には欠かさず出席した。マーティは消極的で大人しいが、スケートボードやサーフィンに才能を示し、それらの事では年上の少年達からも一目置かれる存在であった。
ボビーとマーティは小学校3年生の時同じクラスになって以来の友人であり、当時からハリウッドの同じブロックに住んでいた。いつも行動をともにする二人は傍目から見れば親友であった。しかし、実際には2人の間には明確な上下関係が存在していた。マーティはボビーに「悪意と憎しみ」を感じており、ボビーはマーティを大人の目の届かない場所では罵倒したり殴ったりしていた。後にこの事件の犯人全員の裁判を担当した検事のティム・ドネリーによれば、ある弁護士はボビーを1957年から1963年にかけて放送されたコメディドラマ『Leave It to Beaver』に登場する二面性を持つ少年に準えて「エディ・ハスケルのようだ」と表現している。「近所の親たちは皆彼を愛していたが、子供たちは彼を違う目で見ていた」と。
中学1年の時、ビーチでボビーがマーティに売店に行って自腹で食べ物を買ってくるように言い付け、マーティが断ると鼻血が出る程激しく殴打するところが目撃された。また、この頃マーティは家族にしきりに引っ越ししたいと告げるなどの落ち着きの無い様子を見せるようになっていた。
中学2年生になってマーティは隣町のデイビーにある中学校に転校し、ボビーとは別の学校に通うようになった。以降もボビーと近所で顔を合わせたりお互いの家を行き来する関係は続いたが、マーティは自宅での落ち着きを取り戻し、ボビーは勉学に励んで優秀な成績を修めるようになっていった。しかし、マーティが高校進学の際、中学校の最寄りの高校よりもよりサーフィンをするのに適した時間割であるサウス・ブロワード高校を選択した結果、両者は再び親密な関係を再開した。のちに裁判でマーティはボビーについて「最初はいいやつに思えましたが、そのうち近所の子供たちに弱い者いじめを始めました。彼らを痛めつけるようになったんです。彼がいじめっ子だとわかると、ぼくは付き合うのが嫌になりました。でもその後、ぼくはサウス・ブロワード高校に転校して、そこでは彼以外に一人も知り合いがいなかったんです。それで(中略)また彼と一緒に食事時間うろうろし始めました」と語っている。
高校入学後マーティはボビーからの勧めでトレーニングジムに入会してウエイトトレーニングに励んだことで体重が増加し上手く波に乗ることが出来なくなり、またボビーがサーフィンをやっているビーチに車で乗り付ける程熱心にトレーニングを誘いに来ることに負けて得意だったサーフィンを止めてしまった。なお、ボビーはトレーニングの際に筋力を増強するためにステロイドを使用しており、これが彼の不安定で攻撃的な行動に大きく寄与していたとされる。こうしてまたボビーの暴力が始まり、マーティはしばしば顔を腫れ上がらせて帰宅するようになり、再び両親に引っ越しを懇願するようになった。ボビーはマーティにもステロイドの摂取を勧め、攻撃的な気分をもてあました二人は学校内で知的障害のある生徒を捕まえていじめるようになった。こうした行為はやがて学校当局に見つかり、要領の悪いマーティは一人停学処分を受け、おばのいるニューヨーク州の高校に転校する。しかし、学力もそぐわず、新しい生活にも馴染めなかったマーティはすぐに高校を中退してしまう。実家に戻ったマーティは日中は自宅に引きこもり、ボビーが学校から帰ってくると一緒にトレーニングに行く生活を送るようになった。そのうちにボビーは地元の大手スーパーマーケット・パブリックスのデリカテッセン・コーナーでサンドウィッチを作るアルバイトを始め、彼に誘われてすぐにマーティも同じ店で働き始めた。
互いの両親もまた、二人の友情に警戒心を抱いていた。マーティの両親である父マーティ・シニアと母ヴェロニカは、マーティがボビーと一緒にいるときにしばしば血を流していたり、あざだらけで帰ってくるので心配した。一方ボビーの父フレッドは、高校を中退したマーティを将来性のない怠け者だと考えており、息子と彼の友情は、自分が築いてきた未来を壊してしまうと感じていた。
この頃、ボビーのマーティに対する暴力はどんどんエスカレートし、マーティの友人が遊びに来たとき、マーティに攻撃の訓練を受けた飼い犬のドーベルマンと"遊ぶ"ように命令し彼に大怪我を負わせるなど、特に他の友人がいる場で彼に高圧的に接し、激しい暴力を加えるようになっていた。
ボビーはポルノ映画を製作することに強い興味を抱いており、2人はゲイポルノの映画を作り、市場に売り捌くことで大儲けをする計画を建てた。ボビーもマーティもこれらの映画に出演はせず、知人のつてを頼ってハリウッドに住むラリーという40代の同性愛者の男性に出演を依頼し承諾された。しかし、計画は杜撰で撮影スタジオの手配や小道具の準備こそ行ったものの、肝心の脚本は全く準備をしなかった。完成した映像に2人は『ラフ・ボーイズ』というタイトルをつけ、南フロリダ中のポルノショップに売りつけようとした。しかし、音声や映像の品質が悪く、内容自体もラリーが裸で踊ったりディルドで自慰をする以上の性的行為が映っていないため、どこのショップも彼らの申し出に応じなかった。ラリーはマーティの容姿に惹かれていたが、2人はしばしば彼の自宅から物を盗み、咎められた際にはボビーがラリーに対して激しい暴行を加えることもあった。再三の2人の振る舞いに嫌気が差したラリーは最終的に2人との関係を拒絶した。また、ボビーはマーティにゲイの振りをしろと命令したが、彼が実際にゲイらしく振る舞っていると見れば、それを理由に激しい暴行を加えた。
しかし完全に社会の落ちこぼれとなっていたマーティと違って、トレーニングや遊びに夢中になりながらもボビーは落ちこぼれることなく、高校卒業後はコミュニティ・カレッジの理学療法士養成課程に進路を決めていた。

## 事件まで
1992年のクリスマスの直前、マーティはボビーと働くアルバイト先のサンドウィッチ店に彼女の友人であるアリス（アリ）・ウィリス（17歳）とともに客として訪れたリサ・コネリー（18歳）と知り合い、翌1993年から交際を始めた。ボビーは彼女が一緒にいるときにもしばしばマーティに暴力をふるい、またマーティもボビーの前ではリサに対して暴力を振るうことがあった。しかし、ボビーがいない場所ではマーティは優しかったため、リサはボビーの存在に疑念を募らせていった。マーティがボビーと過ごす時間の長さとボビーのマーティに対する扱いに不満を持ったリサは、アリをボビーに紹介し、マーティから彼の目をそらそうとした。ボビーとアリは数週間交際したが、彼の暴力が原因で5月には別れた。リサはボビーと絶交するようにマーティを説得しようとしたが、彼は躊躇しているようだった。6月に2人でデートした際、マーティは長年にわたりボビーに頻繁に罵倒され暴力を振るわれていたことをリサに打ち明けた。それ以降2人は度々ボビーを殺害することを話し合うようになる。この頃、リサはマーティの子供を妊娠していることを知り、彼との永久的な関係を追求することを決意していた。

## 殺害の実行
1993年7月13日、リサはアリに電話をかけ、「ボビーが（アリが住んでいる）パームベイに来て、アリとアリの子供を殺そうと計画している、ただし彼女がブロワード郡に戻って彼と再びデートすれば実行しない」と告げた。アリはリサがボビー・ケントを殺す話をしに自分の家へ来るように言ってきたと主張している。いずれにせよアリも快く思っていなかったボビーを殺害することに同意し、彼女はリサの家にドナルド・セメネック（17歳）と友人のヘザー・スワラーズ（18歳）を連れてきた。二人とも家庭環境に恵まれずショッピングモールで屯していたところをアリが自宅に連れ込んで面倒を見ていた少年少女であり、彼女の言うことは何でも聞いた。また、ドナルドはアリの交際相手でもあった。
夜、マーティと合流して5人はボビーに会った。少し会話を交わした後マーティとドナルド、ヘザーは適当に言い繕ってその場を離れた。リサとアリは、アリの愛車であるマスタング5.0を運転し、加えて彼女とセックスできるという約束でボビーを郊外のウェストンの運河沿いにある造成地に誘い出した。リサは母親のベレッタ950BSを持参し、アリとの性行為に気を取られている間にボビーを殺害しようとしたが、彼を撃つことに踏み切れず、計画は失敗した。
一度は失敗に終わったものの、彼らはボビーの殺害を諦めてはいなかった。今度は"プロ"の助けを借りることにして、アリの友人から紹介されたデレク・カウフマン（20歳）という自称殺し屋にボビーの殺害を依頼した。カウフマンは自分の事をマフィアやギャングなどと名乗ってはいたが、実態は同年代の友人もおらず、年下の少年達を引き連れて駐車中の車から窃盗を働く程度のコソ泥に過ぎなかった。一行は、ローリング・オークスの自宅でカウフマンに会い、その夜ボビーを殺すために銃を手に入れることを望んだが、カウフマンは、そんなに早く武器は手に入らないと嘯いた。アリ、リサ、ドナルド、ヘザーはその後リサの家に戻り、彼女の従兄弟であるデレク・ディヴァーコ（19歳）も加わった。グループは計画について議論を続け、最終的にカウフマンの援助を受けて14日の夜にボビーの殺害を決行することにした。
1993年7月14日の深夜、7人はマーティの家に集まり、計画を確定した。マーティはボビーに電話し、その夜、アリのマスタングと自分が母親から借りたトパーズを使って自動車レースをすることと、アリが彼と再びセックスをしたがっていることを約束して、グループと一緒に来るように説得した。 グループは凶器を揃え、2本のダイバーズナイフ、水道管用のパイプ、野球のバットを持った。 午後11時半頃、彼らはボビーを自宅から連れ出し、8人は2台の車に分乗して件の造成地へ向かった。
現場に到着すると、アリは、計画に従って、ボビーを人気の無い場所に連れて行き、そこでしばらく会話をした。ヘザーもそこに合流した。彼女とリサがボビーの気を引いている間に、ドナルドが背後からボビーに近づき、彼の首を後ろからナイフで刺した。ボビーが駆け寄ってきたマーティに「畜生、切られた! マーティ、助けてくれ！」と言って助けを求めると、マーティは答える代わりにボビーの腹にナイフを突き刺した。ボビーは「マーティ、悪かった！」と謝罪の言葉を叫んだが、マーティは彼を刺し続けた。ボビーが逃げようとするとマーティ、ドナルド、カウフマンは彼を追い、攻撃を続けた。マーティはボビーの喉を裂き、彼の頭を地面に打ちつけ、深手を負って動けなくなったボビーの顔面にカウフマンがバットを振り下ろした。ボビーが動かなくなった後、攻撃には加わらなかったディヴァーコを含めた男達4人は、運河に生息するワニが腐敗した遺体を食べるだろうと考え、虫の息であるボビーを運河の岸辺に運んで放置し殺害した。

## 犯行後
グループはビーチに行きアリバイの口裏を合わせをした。カウフマンは警察に事件のことを話した人間にはマフィア式の復讐すると皆を脅し、マーティはボビーがギャングの関係者の少女に手を出して連れ去られたことにしようと提案した。ボビーの父フレッドは翌朝になっても帰らない息子の身を案じてマーティの自宅に赴いた。マーティから上記の話を聞いたフレッドは直ぐに警察に通報して事件の捜査が始まった。マーティも自宅にやってきた警官達から事件当日の事情を訊かれたが、彼はボビーと一緒にいたという少女の特徴についてや事件当時の自身の過ごし方などをほとんどまともに答えることが出来ず、対応した警官達は当初から彼が嘘をついていると思っていた。
そうでなくとも犯人達は事件のことを大なり小なり自ら様々な人に告白した。
ディヴァーコは事件翌日に趣味のゲーム仲間に犯行の一部始終を告白し、アリは母親に殺人を目撃したと仄めかし、リサは友人のクローディアにボビーを殺害したことを語った。リサから話を聞いたクローディアも警察に通報した。
マーティと自分を警察が重要参考人として捜査していると理解したリサは母親に告白し、リサの母親は妹であるディヴァーコの母親に連絡を取り、ディヴァーコの自宅を訪れた。母親達は対応を協議するために警察署に友人がいる兄のジョー・スクリマを呼んだ。ディヴァーコから話を聞いたスクリマはブロワード郡保安官事務所にいる友人に連絡を取り、彼の友人は殺人事件を担当する刑事フランク・イララーザをディヴァーコの自宅に派遣し、協力的なディヴァーコは彼に全てを自白した。彼はイララーザをボビーの遺体の場所まで案内し、ボビーの遺体は事件発生から4日後に発見された。ディヴァーコの供述がきっかけとなって犯人達は次々と自首または逮捕されていった。

## 裁判
マーティ・プッチョは第一級殺人で起訴され、1995年8月3日に電気椅子による死刑が言い渡された。しかし、1997年にフロリダ州の最高裁判所は、プッチョは緩和要因のために執行されるべきではないと裁定し、彼の死刑は終身刑に減刑され、25年後の仮釈放資格を得た。彼は現在フロリダ州デソト郡アルカディアにあるデソトアネックスに収監されている。
ドナルド・セメネックは終身刑を宣告され、さらに陰謀のために15年の刑が併科された。彼はフロリダ州クレルモントのレイク矯正施設に収監されている。
デレク・カウフマンは、25年間仮釈放を認められない終身刑、さらに共謀のために30年の同時判決を言い渡された。彼は現在フロリダ州デイトナ近くのトモカ矯正施設に収監されている。
リサ・コネリーは当初、仮釈放無しの終身刑を宣告された。しかし、彼女の量刑は不当に厳しいとして上訴で覆され、1998年に22年に短縮された。彼女は2004年2月に釈放された。また、彼女は裁判期間中に女児を出産した。
アリス・ウィリスは第2級殺人で起訴され、1995年5月19日に40年の禁固と40年の保護観察の判決を受けた。のちに控訴審で17年に短縮された。ウィリスは2001年9月に釈放されたが、依然として保護観察中である。
デレク・ディヴァーコは第2級殺人で有罪とされ、懲役11年を宣告された。彼は1999年10月に釈放された。
ヘザー・スワラーズはディヴァーコと同じく第2級殺人で7年の刑を宣告された。彼女は1998年2月に釈放された。

## その他
この事件は、1998年にベストセラーとなったヒューストン・クロニクルの記者であるジム・シュッツのルポルタージュ『なぜ、いじめっ子は殺されたのか?』（原題 A True Story of High School Revenge、#参考文献を参照）を生んだ。この本は、脚本家のデヴィッド・マッケンナとロジャー・プリスによって、ラリー・クラーク監督の2001年の映画『BULLY ブリー』に脚色されている。映画では、ボビーはニック・スタール、マーティはブラッド・レンフロ、アリはビジュー・フィリップス、リサはレイチェル・マイナー、ドナルドはマイケル・ピット、ヘザーはケリ・ガーナー、ディヴァーコはダニエル・フランゼーゼ、カウフマンはレオ・フィッツパトリックが演じた。
またこの事件はテレビ番組などで度々取り上げられ、A&Eの『American Justice』や『Forensic Files』、近年では『Investigation Discovery's Murder Among Friends』のエピソードで取り上げられた。『Forensic Files』のエピソードでは、犯人のひとりであるデレク・ディヴァーコのインタビューが収録されている。